# NGC 4029
NGC 4029 este o liner situată în constelația Fecioara. A fost descoperită în 25 martie 1865 de către Albert Marth. Se află la o distanță de 87,91 de megaparseci de Pământ.